# Vitruvijev čovjek
Vitruvijev čovjek je svjetski poznati crtež Leonarda da Vincija iz oko 1487. godine. Uz crtež se nalaze i bilješke temeljene na djelu slavnog starorimskog arhitekta Vitruvija. Izveden je tušem i perom na papiru, a prikazuje figuru muškarca u dva položaja koji se preklapaju, s raširenim rukama (u jednoj) te raširenim rukama i nogama (u drugoj), dok su oko njih opisani kružnica i kvadrat. Crtež i tekst se ponekad nazivaju Zakonom proporcija ili, rjeđe, Proporcijama čovjeka. Čuva se u Galleriji dell'Accademia u Veneciji i, poput većine radova na papiru, prikazuje se samo povremeno

## Naziv i motiv
Crtež je temeljen na povezanosti idealnih ljudskih proporcija i geometrije koje je opisao starorimski arhitekt Vitruvije u trećoj knjizi svoje rasprave De Architectura („O arhitekturi”). On je opisao ljudsku figuru kao osnovni izvor proporcija među klasičnim arhitektonskim stilovima. I drugi umjetnici su pokušali prikazati ovaj koncept, ali s manje uspjeha. Leonardov crtež je tradicijski dobio ime u počast Vitruviju.
Vitruvijev čovjek predstavlja spoj umjetnosti i znanosti tijekom renesanse, te je savršen primjer Leonardova zanimanja za proporcije. Također predstavlja i kamen temeljac Leonardovih pokušaja da uspostavi vezu između čovjeka i prirode, tj. svojevrsnu „kozmografiju mikrosvijeta” (cosmografia del minor mondo) koju je nastavio kroz svoje anatomske crteže, jer je vjerovao kako je ustrojstvo ljudskog tijela analogno ustrojstvu svemira (Encyclopaedia Britannica).
Prema Leonardovom viđenju pratećeg teksta, napisanog zrcalnim rukopisom, crtež je urađen kao studija o proporcijama ljudskog (muškog) tijela, kao što je opisao Vitruvije:
- dlan je širina 4 prsta
- stopa(lo) je širina 4 dlana (npr., oko 12 inča)
- kubit je širina 6 dlanova
- korak iznosi 4 kubita
- visina čovjeka iznosi 4 koraka (tj. 24 dlana)
- erit eaque mensura ad manas pansas (dužina čovjekovih raširenih ruku (raspon ruku) jednak je njegovoj visini)
- razmak između početka kose na čelu i dna brade jeste 1/10 čovjekove visine
- razmak između vrha glave i dna brade iznosi 1/8 čovjekove visine
- razmak između dna vrata i do početka kose iznosi 1/6 čovjekove visine
- maksimalna širina ramena iznosi 1/4 čovjekove visine
- razmak između sredine prsa do vrha glave iznosi 1/4 čovjekove visine
- razmak od lakta do vrha šake iznosi 1/4 čovjekove visine
- razmak od lakta do pazuha iznosi 1/8 čovjekove visine
- duljina šake je 1/10 čovjekove visine
- razmak između dna brade i nosa iznosi 1/3 visine glave
- razmak između početka kose i obrva iznosi 1/3 dužine lica
- duljina uha iznosi 1/3 dužine lica
- duljina čovjekovog stopala iznosi 1/6 njegove visine

Leonardo očito ilustrira Vitruvijevu De architectura 3.1. 2. – 3., gdje se navodi:
Višestruka gledišta, čiji korijeni počinju s romantizmom, uvjerili su nas kako ne postoji jedinstven set proporcija za ljudsko tijelo. Ustanovljena je i posebna disciplina, antropometrija, kako bi se opisale individualne varijacije. Vitruvijeve tvrdnje mogu se interpretirati kao tvrdnje o prosječnim proporcijama. Vitruvije se namučio da ustanovi preciznu matematičku definiciju onoga što je mislio rekavši da je pupak središte tijela, ali druge definicije dovele su do različitih rezultata; npr., težište ljudskog tijela ovisi od položaju udova i u stojećem položaju obično je 10 cm ispod pupka, blizu vrha kosti u kuku.
Leonardov crtež kombinira pažljivo čitanje drevnog teksta s njegovim vlastitim zapažanjima o stvarnim ljudskim tijelima. U crtanju kružnice i kvadrata on ispravno opaža kako kvadrat ne može imati isto središte kao i kružnica, tj. pupak, već je on nešto niže. Ova ispravka je inovativni dio Leonardovog crteža i ono što ga razlikuje od prijašnjih ilustracija. Također odstupa od Vitruvija u tome što je nacrtao ruke podignute u položaj u kojem su vrhovi prstiju u istoj visini s vrhom glave, dok su kod Vitruvija pod mnogo manjim kutom, u kojemu ruke tvore linije koje prolaze kroz pupak.
Ispitivanjem crteža može se uočiti kako kombinacija položaja ruku i nogu zapravo tvori 16 različitih položaja. Položaj s ravno ispruženim rukama i spojenim nogama upisan je u kvadrat, dok je položaj "raširenih orlovih krila" upisan u kružnicu. Sam crtež često se koristi kao implicitni simbol temeljne simetričnosti ljudskog tijela, a u proširenom značenju i svemira kao cjeline.

## Povijest
Crtež se nalazio u kolekciji Giuseppea Bossija koji ga je ubacio u svoju monografiju o Leonardovoj Posljednjoj večeri pod nazivom Del Cenacolo di Leonardo Da Vinci libri quattro („Posljednja večera” L. da Vincija, knjiga 4.) (1810.). Sljedeće godine odvojio je dio monografije koji se odnosio na Vitruvijeva čovjeka i objavio ga kao Delle opinioni di Leonardo da Vinci intorno alla simmetria de Corpi Umani („Mišljenja L. da Vincija o simetričnosti ljudskog tijela”) (1811.), s posvetom svome prijatelju Antoniju Canovi.
Nakon Bossijeve smrti 1815. god., Vitruvijev čovjek je došao u posjed Gallerije dell'Accademia, zajedno s većinom Leonardovih crteža.

## Baština
Ovaj crtež ostaje jedno od najspominjanijih i najreproduciranijih umjetničkih djela u današnjem svijetu. Proporcije ljudskog tijela, kakve je predložio Vitruvije, nadahnule su mnoge umjetnike da naslikaju svoju verziju: 
- Cesare Cesariano (1521.) koji je bio urednik važnog izdanja Vitruvijeva djela De Architectura (pretpostavlja se da je Da Vinci uradio ilustracije za ovo izdanje)
- Albrecht Dürer (1528.) u svojoj knjizi Vier Bücher von menschlicher Proportion („Četiri knjige o ljudskim proporcijama”)
- Pietro di Giacomo Cataneo (1554.)
- Heinrich Lautensack (1618.)
- William Blake (1795.) Glad Day (danas poznata kao „Albion rose”); ova verzija je bez kružnice i kvadrata
- Verzija Susan D. White Sex Change for Vitruvian Man (Promjena spola Vitruvijanskog čovjeka) (2005.)[8]

Vitruvijev čovjek se danas koristi kao suvremeni simbol medicinara i mnoge medicinske tvrtke su prihvatile ovu umjetninu kao simbol njihove skupine, tvrtke ili organizacije, naročito u SAD-u, Saudijskoj Arabiji, Indiji i Njemačkoj. Također predstavlja alternativnu medicinu i holopatski pristup zdravlju.
Osim u medicini, ovaj crtež je korišten u raznim fiktivnim i nefiktivnim medijima za različite simboličke svrhe. Npr., pojavljuje se na nacionalnoj strani talijanske kovanice od 1 eura, a odabrao ga je ministar ekonomije (i kasniji predsjednik Italije) Carlo Azeglio Ciampi zbog njegovog visokosimboličnog značenja „čovjeka kao mjerila svih stvari”. Figura istog oblika obučena u svemirsko odijelo bila je na naljepnici koju su na desnom ramenu svog svemirskog odijela nosili članovi Američke izvanraketne pokretne jedinice (EMU) koju je koristila NASA. Ovu naljepnicu, nazvanu EVA-naljepnica, dobivali su i svemirski šetači i stavljali su je na svoje kombinezone kao znak da su završili svemirsku šetnju.
Stilizirane figure Vitruvijeva čovjeka prihvaćene su za sličice koje predstavljaju dostupnost u Mac OS-u. i računalnog GNOME zaslona.
Naročito kada se koristi u fikciji, ovaj crtež se obično modificira kako bi odgovarao okruženju, i to dodavanjem lika, kostura ili ne-ljudskog bića (kao što je robot u znanstvenoj fantastici ili životinja). Lako prepoznatljiva slika pogodna je da se o njoj često govori.

## Vanjske poveznice
- Stranica Sveučilišta Willamette o Vitruvijevom čovjeku  Arhivirana inačica izvorne stranice od 20. rujna 2004. (Wayback Machine)
- Vitruvijev čovjek i kvadratura kruga  Arhivirana inačica izvorne stranice od 7. veljače 2014. (Wayback Machine) (njem.)
- Leonardov Vitruvijev čovjek
- Video o Vitruvijevom čovjeku
- Suvremena interpretacija Vitruvijeva čovjeka[neaktivna poveznica]